# Cándido Pazó
Cándido Pazó González (Vigo, 1960) es un autor, director de escena, narrador oral, y actor gallego.

## Biografía
Nacido en Vigo en 1960, Cándido Pazó comenzó su andadura escénica como actor en 1975, en los círculos de la Mostra de Ribadavia. Hasta 1983 trabajó con diferentes compañías teatrales de Vigo y más tarde con otras compañías gallegas. Desde finales de los años 90 trabajó como guionista para la televisión de Galicia. En el año 2000 fue uno de los dramaturgos europeos seleccionados para la Maratón Europea de la Creación Teatral. Ha sido presidente de la Asociación de Actores, Directores e Técnicos da Escena de Galicia.